# A Romance of the Redwoods
A Romance of the Redwoods è un film muto del 1917 diretto da Cecil B. DeMille da un suo soggetto scritto insieme a Jeanie Macpherson. Distribuito dalla Artcraft Pictures Corporation, il film aveva come interpreti Mary Pickford, Elliott Dexter, Tully Marshall, Raymond Hatton, Charles Ogle, Walter Long, Winter Hall.

## Trama
Jenny Lawrence si reca nel West alla ricerca dello zio, ignorando però che questi è stato ucciso dagli indiani e che la sua identità è stata assunta dal bandito "Black" Brown per poter sfuggire alla giustizia. Quando arriva a Strawberry Flats, Jenny scopre la verità ma deve accettare la protezione di Brown per evitare di andare a finire tra le donnine del saloon. I due finiscono per innamorarsi ma quando gli abitanti della città scoprono la vera identità di Brown, lo mettono in prigione e l'uomo è condannato ad essere impiccato nonostante Jenny supplichi di risparmiarlo. A Jenny viene l'idea di dichiarare che Brown è il padre del suo bambino e mostra come prova dell'esistenza del pargolo alcuni vestitini che, in realtà, sono abiti da bambola. I vigilantes cedono alle sue preghiere e rilasciano il condannato. Ben presto, la cittadinanza scoprirà lo stratagemma della ragazza ma perdonerà volentieri i due innamorati.

## Produzione
Il film fu girato a Hollywood negli studi Lasky e tra i boschi di sequoia californiani. Benché, anche se le fonti dell'epoca non accreditano una società di produzione, probabilmente il film fu prodotto dalla Mary Pickford Film Corp., società costituita per questa pellicola che venne distribuita attraverso l'Artcraft Pictures Corporation.

## Distribuzione
Il copyright del film, richiesto dalla Artcraft Pictures Corp., fu registrato il 7 maggio 1917 con il numero LP10725.

Distribuito dall'Artcraft Pictures Corporation, il film uscì nelle sale cinematografiche statunitensi il 14 maggio 1917.
Copie della pellicola sono conservate negli archivi dell'International Museum of Photography and Film at George Eastman House (un positivo 35 mm) e nella collezione del Mary Pickford Institute for Film Education (un positivo 16 mm).
La Passport Video lo ha distribuito il 12 giugno 2007 in DVD in una versione di 91 minuti con le didascalie in inglese, facente parte di un'antologia dal titolo The Cecil B. DeMille Classics Collection che comprende film per una durata complessiva di 1.622 minuti.